# Lac Widow
Le lac Widow (en anglais : Widow Lake) est un lac américain dans le comté de Lassen, en Californie. Il est situé à 2 081 mètres d'altitude au sein de la Lassen Volcanic Wilderness, dans le parc national volcanique de Lassen.